# Eressa nigra
Eressa nigra är en fjärilsart som beskrevs av George Francis Hampson. Eressa nigra ingår i släktet Eressa och familjen björnspinnare. Inga underarter finns listade i Catalogue of Life.